# Tilly Masterson
Tilly Masterson é uma personagem fictícia criada por Ian Fleming, existente no livro e no filme 007 contra Goldfinger, da série de aventuras de James Bond. No livro, a personagem tem seu sobrenome como Masterton, mudado em um letra para o filme, assim como da sua irmã Jill. No cinema foi vivida pela modelo britânica Tania Mallet, no único filme do qual participou.

## Características
Tilly é uma bela mulher decidida e séria, a irmã de Jill Masterson, morta por Goldfinger por sufocamento epidérmico, coberta de ouro, depois de trair o patrão com James Bond. Sabendo da morte da irmã, ela procura vingança contra o fanático vilão.

## No filme
Tilly e Bond se encontram pela primeira vez quando ela o ultrapassa em disparada na estrada, em que ele segue Auric Goldfinger observando-o de longe, quase jogando-o fora dela, o que o faz tentar segui-la a princípio, mas acaba continuando devagar, concentrado em sua missão. Mais à frente, ao notar que o carro de Goldfinger e seu motorista e capanga Oddjob pararam numa barraca de lanches na beira da estrada, ele os fica observando do cima de uma colina na estrada, quando escuta um tiro e quase é atingido por ele.
Desconhecido para Bond até então, Tilly está querendo matar Goldfinger por causa do assassinato da irmã, e atirando com um fuzil de uma posição da estrada acima de 007 e de Goldfinger, erra o vilão em muito e quase acerta Bond, que sem entender o pretenso atentado à sua vida, persegue-a de carro e usando as lâminas da roda do seu Aston Martin, preparado por Q, rasga os pneus do carro de Tilly e a faz parar. Depois de dadas as explicações e a saber irmã de Jill, Bond a escolta até uma borracharia, mas ela não aceita mais nenhum tipo de ajuda.
A personagem tem sua segunda aparição quando ela e Bond se encontram no terreno da fábrica de Goldfinger e mais uma vez ela está tentando matar o vilão, toda vestida de preto e com seu fuzil na mão. Bond tenta impedi-la, mas na luta que se segue, os dois fazem um alarme disparar e são perseguidos pelos homens do milionário. Fugindo no Aston Martin, conseguem escapar de alguns carros dos perseguidores mas chegam a um lugar sem saída, e Tiily corre para a floresta em volta, enquanto com Bond faz o fogo de cobertura.
Fugindo pela floresta, Tilly é perseguida pelo coreano Oddjob, assassino e capanga de Goldfinger, que lança nela o seu chapéu com uma lâmina de aço forrada na aba, e quebra o pescoço da bond-girl. Quando Bond a alcança, ela já está morta.